# ثيودور جي. كروفت
ثيودور جي. كروفت هو محامي وسياسي أمريكي، ولد في 26 نوفمبر 1874 في أيكن في الولايات المتحدة، وتوفي بنفس المكان في 23 مارس 1920. نشط حزبياً في الحزب الديمقراطي. وقد انتخب عضو مجلس نواب كارولاينا الجنوبية ‏ وانتخب عضو مجلس ولاية كارولاينا الجنوبية ‏ وانتخب عضو مجلس النواب الأمريكي.